# Calvos de Randín
Calvos de Randín – gmina w Hiszpanii, w prowincji Ourense, w Galicji, o powierzchni 97,87 km². W 2011 roku gmina liczyła 1064 mieszkańców.